# Can Sunyer (Sant Feliu de Codines)
Can Sunyer és una obra gòtica de Sant Feliu de Codines (Vallès Oriental) inclosa a l'Inventari del Patrimoni Arquitectònic de Catalunya.

## Descripció
Edifici entre mitgeres amb planta baixa, pis i golfa. La coberta és a dues vessants. Portal d'entrada de mig punt adovellat. Finestres d'arc pla amb guardapols. És un edifici de gran qualitat arquitectònica i constitueix una important fita visual dins el conjunt de cases del barri de la Sagrera. La façana és de pedra i està recoberta amb un arrebossat de guix i pintada en groc.

## Història
Can Sunyer és coneguda també com a Casa Mestres, ja que durant un temps fou propietat del pintor Félix Mestres. En temps passats fou taverna i casa de menjars pels estiuejants quan sortien de l'església. La zona on hi trobem la casa, el barri de la Sagrera, és el nucli primitiu del municipi. Encara es manté el primitiu teixit urbà.